# Marquesado de Asiaín
El marquesado de Asiaín es un título nobiliario español creado el 8 de abril de 2010, por el rey Juan Carlos I de España, a favor de José Ángel Sánchez Asiaín, banquero, empresario, profesor universitario y economista español, que fue presidente del Banco de Bilbao (luego Banco Bilbao Vizcaya) hasta 1990.

## Denominación
La denominación de la dignidad nobiliaria refiere al apellido materno, por lo que fue universalmente conocida la persona a la que se le otorgó dicha merced nobiliaria.

## Carta de Otorgamiento
El título se le concedió por: 

«La destacada y dilatada trayectoria de don José Ángel Sánchez Asiaín, al servicio de España y de la Corona, merece ser reconocida de manera especial, por lo que, queriendo demostrarle mi Real aprecio,...»
Real Decreto 432/2010, de 8 de abril. Publicado en el el 9 abril 2010.

## Marqueses de Asiaín
|                            | Titular                       | Periodo                    |
| Creación por Juan Carlos I | Creación por Juan Carlos I    | Creación por Juan Carlos I |
| -------------------------- | ----------------------------- | -------------------------- |
| I                          | José Ángel Sánchez Asiaín     | 2010-2016                  |
| II                         | María Paz Sánchez-Asiaín Sanz | Desde 2021                 |

## Historia de los marqueses de Asiaín
- José Ángel Sánchez Asiaín (1929-2016), I marqués de Asiaín, banquero, empresario, profesor universitario y economista español, que fue presidente del Banco de Bilbao (luego Banco Bilbao Vizcaya) hasta 1990.

Casado y padre de cinco hijos e hijas. Le sucedió, en 2021, su hija:
- María Paz Sánchez-Asiaín Sanz, II marquesa de Asiaín.[4]